# Persico Dosimo
Persico Dosimo – miejscowość i gmina we Włoszech, w regionie Lombardia, w prowincji Cremona.
Według danych na rok 2004 gminę zamieszkiwało 2650 osób, 132,5 os./km².